# Bisetocreagris klapperichi
Espèce
Synonymes
- Microcreagris klapperichi Beier, 1959

Bisetocreagris klapperichi est une espèce de pseudoscorpions de la famille des Neobisiidae.

## Distribution
Cette espèce se rencontre en Afghanistan et au Pakistan.

## Systématique et taxinomie
Cette espèce a été décrite sous le protonyme Microcreagris klapperichi par Beier en 1959. Elle est placée dans le genre Bisetocreagris par Ćurčić en 1983.

## Étymologie
Cette espèce est nommée en l'honneur de Johann Friedrich Klapperich.

## Publication originale
- Beier, 1959 : Zur Kenntnis der Pseudoscorpioniden-Fauna Afghanistans. Zoologische Jahrbücher, Abteilung für Systematik, Ökologie und Geographie der Tiere, vol. 87, p. 257-282.